# Ahun
Ahun è un comune francese di 1 568 abitanti situato nel dipartimento della Creuse, nella regione della Nuova Aquitania.

## Società

### Evoluzione demografica
Abitanti censiti